# Istituto matematico Clay
L'Istituto matematico Clay (Clay Mathematics Institute o CMI) è una fondazione privata no-profit con sede a Cambridge (Massachusetts, USA) dedicata all'accrescimento ed alla diffusione della conoscenza della matematica. Si avvale di diverse sponsorizzazioni e premi per promuovere la matematica. L'istituto è stato fondato nel 1998 dall'imprenditore Landon T. Clay che la finanzia e dal matematico Arthur Jaffe dell'università di Harvard.

## Il Millennium Prize
L'istituto è diventato famoso per aver istituito il Millennium Prize Problems il 24 maggio, 2000. I sette problemi sono considerati dal CMI i "più importanti problemi classici che hanno resistito ai tentativi di soluzione nel corso degli anni". La prima persona che risolverà ciascuno dei problemi vincerà un milione di dollari messo in palio dal CMI. Il montepremi totale quindi ammonta a 7 000 000 $. Durante l'annuncio del premio il CMI evidenziò il parallelo con i problemi di Hilbert, che vennero proposti nel 1900, ed ebbero una rilevante influenza sull'evoluzione della matematica nel XX secolo.

## Altre attività
Il CMI assegna borse di studio, la cui durata varia da due a cinque anni, destinate a giovani matematici e borse per periodi più brevi destinate a ricerche individuali e a sostenere la redazione di testi matematici. L'Istituto inoltre assegna un premio annuale chiamato Clay Research Award che intende costituire un riconoscimento per i maggiori progressi nella ricerca. Infine il CMI organizza varie scuole estive, convegni, incontri di lavoro, conferenze pubbliche e attività di pubblicizzazione della matematica rivolte soprattutto ai giovani studiosi della matematica, dal livello dei diplomati fino a quello dei dottori di ricerca.